# Matthias Calonius

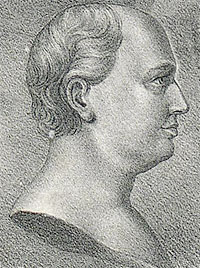
Matthias Calonius

Matthias Calonius, född 7 januari 1737 i Saarijärvi socken i Finland, död 13 september 1817 i Åbo, var en jurist och ämbetsman.

## Biografi
- 1757 blev han student vid Kungliga Akademien i Åbo och 1763 amanuens vid det akademiska konsistoriet samt erhöll 1764—tvärt emot det akademiska bruket—kanslerns tillåtelse att utan preses ensam utge och försvara en avhandling, De nova facie orbis europæi, circa sæculum reformationis exorta. Sistnämnda år blev han docent i ekonomi, och 1765 antogs han till sekreterare hos "Riksens ständers till undersökning om kungsgårdarna och schäferierna i storfurstendömet Finland utsedde deputerade".
- 1769 förordnades han att bestrida adjunkturen i filosofiska fakulteten och den därmed förbundna universitetssekreterarbefattningen.
- 1778 erhöll Calonius professuren i juridik, vilken han innehade i nära fyrtio år (till 1815), varunder han tre gånger förvaltade rektorsämbetet.
- 1793–1800 var han ledamot av högsta domstolen i Stockholm och tjänstgjorde samtidigt såsom medlem av den kommitté, vilken hade att utarbeta en förordning om skogarna. Efter Finlands förening med Ryssland utnämndes Calonius (1809) till prokurator i regeringskonseljen för Finland, från vilken syssla han erhöll avsked 1816. Han avled 13 september 1817.

Såsom rättslärd innehar Calonius ett av de allra främsta rummen i den svenska lagfarenhetens historia. Redan hans förut nämnda arbete, av vilket endast tre häften utkom och som står i ringa samband med hans senare verksamhet, ådagalägger en mångsidig och grundlig beläsenhet på samma gång som en överlägsen förmåga att klart sammanfatta det väsentliga av det stora material han begagnade.

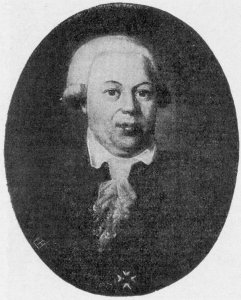
Matthias Calonius.

Samma egenskaper återfinns i hans senare vetenskapliga arbeten, vilka alla är av juridiskt innehåll och rör sig dels på rättshistoriens område: De prisco in patria servorum jure (1780), dels på straffrättens: De poena homicidii adtentati (1780), De delictis circa depositum (1783), De delinquentium ad publicam ignominiam expositione (1788), dels på civilrättens: De pactis antenuptialibus (1781), De eo quod circa res inventas justum est (1784), De hypotheca (1786), dels slutligen inom processrätten: De præscriptione criminum (1785) och De elicienda in foro criminali reorum confessione (1790).
Samtliga dessa skrifter tillhöra den svensk-finska rättslitteraturens yppersta alster. En av dem, "De prisco in patria servorum jure", utgavs 1820 i Tyskland av Schildener och utkom i svensk översättning 1836. Jämte dessa mera vetenskapliga arbeten finns av Calonius hand några, mestadels av tillfälliga omständigheter föranledda, uppsatser på svenska, till exempel Anvisning till de allmännaste grunder för krigslagarna (1798) samt Præskription för klander å jordafång (1804), där han uttalade en uppfattning, fullkomligt motsatt den, som kort därefter, genom 1805 års preskriptionsförordning, infördes i den svenska lagstiftningen.
De flesta och de viktigaste av dessa skrifter var utgivna, då Calonius blev ledamot av högsta domstolen och sålunda sattes i tillfälle att praktiskt tillämpa den lagfarenhet, för vilken han såsom ensam lärare varit en utmärkt målsman vid Kungliga Akademien i Åbo. På sin nya plats visade han en sant objektiv rättsåskådning, vilken alltid utletade lagens verkliga mening, även när denna var stridande mot lagtolkarens egen uppfattning av det rätta.
Levande under ett tidevarv, då den svenska rättsvetenskapen ägde ganska få mera framstående idkare och då en ytlig realistisk världsåskådning i mycket undergrävt aktningen såväl för lagfarenhetens idé som för själva lagens auktoritet, utövade Calonius ett i flera avseenden hälsosamt inflytande på den svenska lagstiftningen, varjämte han åt rättsstudierna i Sverige och Finland gav en riktning, varav spår ännu kan skönjas.
Inte mindre betydelsefull, ehuru inskränkt inom en trängre ram, var Calonius verksamhet såsom statsman. Genom kärlek och pliktkänsla förbunden med Sverige, såg Calonius med bekymmer och stark motvilja Finlands erövring av ryssarna, och då nedläggandet av hans tredje rektorat inträffade under sommaren 1808—då större delen av Finland, bl. a. Åbo, var i fiendehand --, begagnade han sig av detta tillfälle för att i ett latinskt rektorsprogram protestera mot erövrarens fordran att erkännas såsom Finlands regent. När emellertid Finlands erövring blivit en "fait accompli" och ständerna svurit Alexander I såsom Finlands storfurste tro- och huldhet, mottog Calonius av den kommitté, som i sammanhang med lantdagen i Borgå nedsatts för att utarbeta ett förslag till organisation av en regeringskonselj (senat), uppdrag att därom avge utlåtande. Inom mindre än tre veckor meddelade Calonius kommittén ett, med den svenska riksrådsinstitutionen såsom förebild, utarbetat förslag, vilket i huvudsak lades till grund för kommitténs arbete (lag av 18 augusti 1809). Av ständerna föreslagen till ledamot i justitiedepartementet (motsvarande högsta domstolen), kallades dock Calonius av Alexander till den måhända viktigaste platsen inom den nya organisationen, i det han (18 augusti 1809) utnämndes till regeringskonseljens prokurator. Även denna uppgift fullgjorde Calonius med sällspord kraft och samvetsgrannhet. Hos en del av Finlands ämbetsmän uppenbarade sig efter skilsmässan från Sverige en benägenhet att till egen fördel begagna sig av de nya förhållandena. Denna benägenhet mötte hos Calonius det starkaste motstånd, och lika stränga som rättvisa var de förebråelser han stundom riktade t. o. m. emot de högst ställda ämbetsmännen. Ävenså tillbakavisade han varje försök till ingrepp i eller förändring av de i Finland bestående lagarna och samhällsinstitutionerna.
Särskilt bekant i detta avseende är en skrivelse till generalguvernören, med anledning av ett av det grekisk-ryska prästerskapet gjort försök till proselytmakeri i Finland. Calonius ledande tanke var, att det svenska samhällsskicket, sådant det blivit i Finland befäst genom fördraget på Borgå lantdag, borde för framtiden där oförkränkt bevaras. Dessa hans fosterländska strävanden framkallade efter hans död en nationalsubskription för uppresande av en minnesvård på hans grav på Nummis kyrkogård (invid Åbo). Till denna insamling bidrog kejsar Alexander I personligen med 2 000 rubel.
Calonius latinska och svenska skrifter samt ett stort antal (369) av hans yttranden i högsta domstolen utgavs av A. I. Arwidsson 1829–36 under titeln Matthiae Calonii opera omnia (I–V). Ett supplementband, huvudsakligen omfattande de viktigaste av Calonius skrivelser såsom prokurator, utgavs 1870 i Helsingfors av Theodor Sederholm. I universitetsbiblioteket i Helsingfors förvaras i manuskript en del av Calonius föreläsningskurser, juridiska anteckningar m. m. Hans brev till hans nära vän Henrik Gabriel Porthan utgavs 1902, Porthans brev till Calonius 1886 av Svenska litteratursällskapet i Finland.

## Utmärkelser

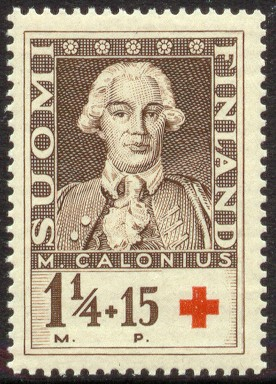
Matthias Calonius på finländskt frimärke 1935.

- Riddare av Nordstjärneorden,  1795[4]
- Sankt Annas orden, andra klass,  1809[4]

[Redigera Wikidata]